# Порембский, Казимир Адольфович
Казимир (Казимеж) Адольфович Порембский (2 ноября 1872 — 20 января 1933, Варшава) — флотоводец, контр-адмирал российского императорского и вице-адмирал польского военного флота.

## Биография

### На русской службе

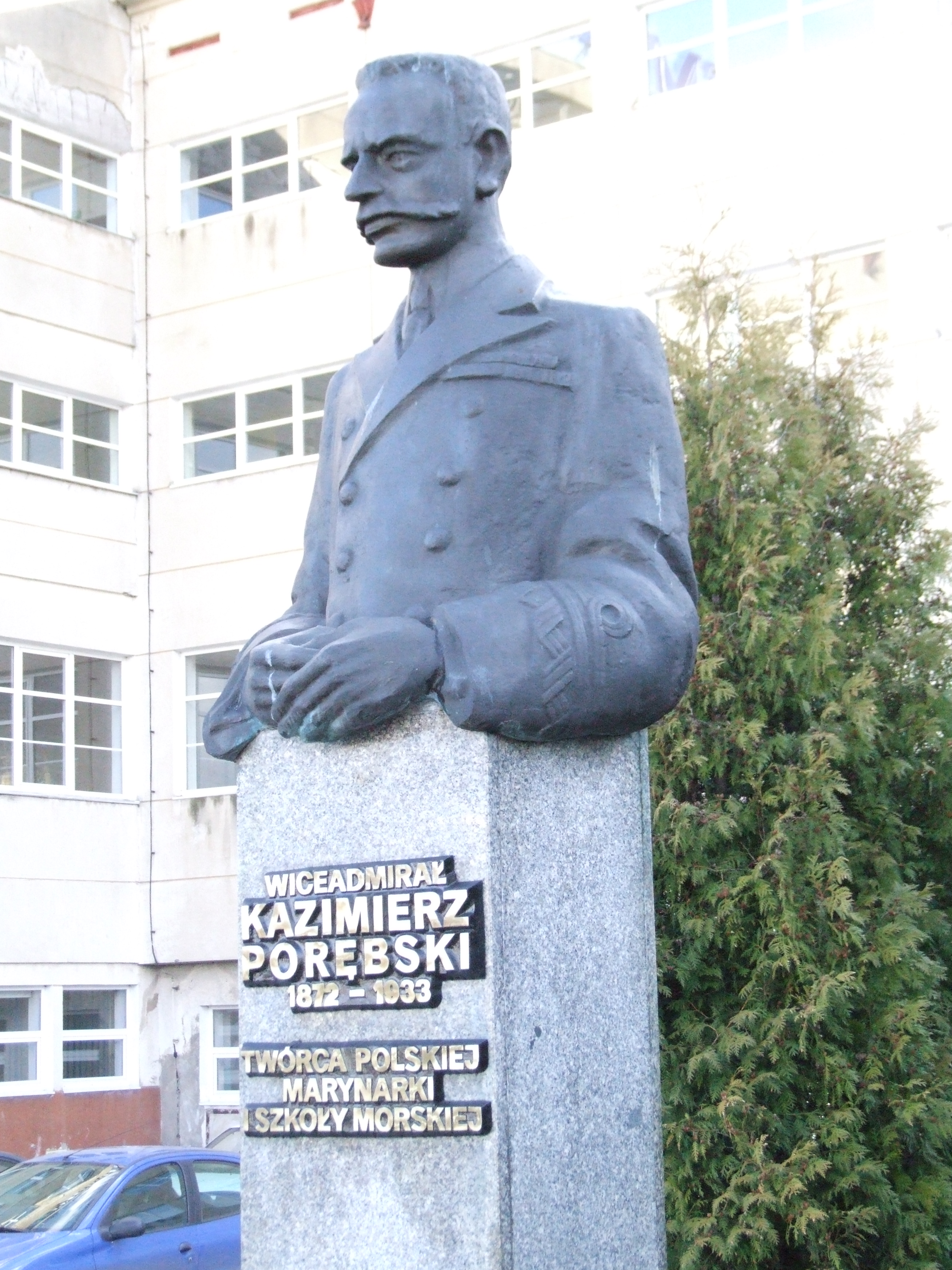
Памятник К.Порембскому

В 1889 году поступил на военную службу. 8 сентября 1892 года окончил морское училище тринадцатым по успеваемости, выпущен мичманом.
Окончил Минный офицерский класс. В 1895—1899 годах в плавании на крейсере «Дмитрий Донской».
13 апреля 1897 — Лейтенант. 1898 — Зачислен в минные офицеры 1-го разряда. В 1899—1900 годах в плавании на крейсере «Память Азова». 4 декабря 1901 — Старший минный офицер крейсера «Новик».
17 апреля 1905 — Капитан-лейтенант по цензу. Май 1904-7 августа 1905 — исполняющий должность старшего офицера крейсера «Новик».
1905 — Командир миноносца «Тревожный». 1906—1907 — Старший флаг-офицер штаба командующего Отдельным отрядом судов, назначенных для плавания с корабельными гардемаринами. 6 декабря 1906 — Капитан 2-го ранга «за отличие по службе».
1907—1908 — Флаг-капитан штаба командующего Отдельным отрядом судов, назначенных для плавания с корабельными гардемаринами.
1908—1909 — Флаг-капитан штаба начальника Балтийского отряда.
1909 — Временно командующий крейсером «Адмирал Макаров».
1909—1913 — Командир минного заградителя «Енисей». 26 ноября 1912 — Капитан 1-го ранга «за отличие по службе». 1913—1914 — Командир линейного корабля «Императрица Мария». 1914 — Командир линейного корабля «Ростислав». Участник боя у мыса Сарыч.1914—1916 — Командир линейного корабля «Императрица Мария».
19 апреля 1916 — Контр-адмирал «за отличие по службе со старшинством на основании Высочайшего повеления 23 Декабря 1913 г.».
1916 год командующий бригады крейсеров Чёрного моря. 10 апреля 1916 — Начальник бригады крейсеров Чёрного моря.
10 ноября 1916 — Зачислен в резерв чинов флота Чёрного моря.

### На польской службе
1919 — Принят на службу в морскую секцию (впоследствии преобразованную в департамент) Министерства военных дел Польши в звании контр-адмирала.
В 1920 году он инициировал создание Польского торгового флота и Морского училища . Он был автором программы расширения военно-морского флота, поддержал строительство порта в Гдыне и создал Офицерскую школу военно-морского флота и морской авиации в Тчеве . В 1921 году он был председателем Комиссии морского судоходства. Он был президентом Морской и речной лиги и соучредителем Польского яхт-клуба.
Последовательно дослужился до офицерских званий:
- Генерал-лейтенант ВМФ - 1918 г.
- Генерал-лейтенант ВМФ - 30 января 1921 г. утвержден 1 апреля 1920 г. в морской пехоте.
- вице-адмирал - 3 мая 1922 г. подтвержден по старшинству 1 июня 1919 г. и 19 место в генеральском корпусе

19 мая 1925 года президент Республики Польша Станислав Войцеховский освободил его от должности главнокомандующего военно-морским флотом, а военный министр генерал-майором Владислав Сикорский перевел его в закрытое состояние. Причиной увольнения адмирала с занимаемой должности послужила так называемая «минная афера», связанная с закупкой устаревших морских мин в Эстонии (предположительно царских обр. 1908)..В 1926 году против него было возбуждено уголовное дело. 30 апреля 1927 года вышел в отставку. В 1928 году Военный окружной суд № 1 прекратил производство по делу, возбужденному в 1926 году военной прокуратурой. Он умер после продолжительной болезни 20 января 1933 года в Варшаве. Похоронен на Повонзковском кладбище (участок 46-4-12).

## Награды
- Орден Святого Станислава III степени (06.12.1902)
- Прусский орден Красного Орла (1902)
- Орден Святой Анны III степени с мечами и бантом (14.03.1904) «За проявленные особое мужество, воинскую доблесть и в воздаяние отличной храбрости во время отражения внезапной минной атаки на эскадру Тихого океана 26-го и в бою 27-го января с японским флотом»
- Орден Святого Станислава II степени с мечами (11.10.1904)
- Орден Святого Георгия IV степени (29.11.1904)
- Золотое оружие с надписью «За храбрость» (02.04.1907)
- Орден Святой Анны II степени (1907)
- Орден Святого Владимира IV степени с бантом (1907) за 20 кампаний
- Командорский крест тунисского ордена Нишан Ифтикар (1907)
- Командорский крест итальянского ордена Короны (1908)
- Офицерский крест французского ордена Почётного легиона (1908)
- Командорский крест итальянского ордена Св. Маврикия и Св. Лазаря (1910)
- Итальянская серебряная медаль за оказание помощи пострадавшим во время бывшего в 1908 году землетрясения в Сицилии и Калабрии (1911)
- Орден Святого Владимира III степени (1914)
- Мечи к ордену Святого Владимира III степени (1915)